# Влада Петрић
Владимир Влада Петрић (Прњавор, 11. март 1928 — Београд, 13. новембар 2019) био је амерички, српски и југословенски теоретичар, историчар и естетичар филма и универзитетски професор. Петрић је предавао на Универзитету Харвард и суоснивач је Харвардског филмског архива. Он је први научник који је стекао звање доктора филмологије у Сједињеним Америчким Државама (САД) на Њујоршком универзитету.
На почетку своје стваралачке каријере бавио се филмском, телевизијском и позоришном режијом, а после се усредсредио на експериментални филм у разним формама. Добитник је Сретењског ордена (2019), као и многих награда, међу којима су награда њујоршког Антологијског филмског архива и награда Стеријиног позорја (1959).

## Биографија

### Детињство и школовање
Владимир Петрић је рођен 1928. у Прњавору, где је похађао основну школу. Пред Други светски рат похађао је гимназију у Босанској Градишки, одакле је с породицом протеран у Србију. Његов отац је добио запослење као геодет у Панчеву, где је Петрић завршио гимназију и полагао велику матуру 1948. године. Као гимназијалац је био члан Драмског студија при тадашњем Панчевачком позоришту, којим је руководио руски редитељ и педагог Александар Верешчагин. Године 1949. положио је пријемни испит у Драмском студију Народног позоришта у Београду и у Високој филмској школи (у Толстојевој улици на Дедињу). Иако се занимао за позориште, Петрић се ипак определио за Високу филмску школу, којом је тад руководио загребачки позоришни глумац Вјекослав Афрић, редитељ првог југословенског играног филма Славица (1947). После припајања Високе филмске школе с Академијом за позориште, филм, радио и телевизију, Петрић је постао асистент код Вјекослава Афрића (класа режије) и Јосипа Кулунџића (класа глуме). Истовремено је наставио студије на Филозофском факултету Универзитета у Београду, где је дипломирао на одсеку за енглески језик и књижевност 1956. године, а позоришну режију је дипломирао 1958. у класи Јосипа Кулунџића.

### Први ангажмани – почетак каријере
Године 1959. постао је ванредни професор историје филма на Академији за позориште, филм, радио и телевизију, а следеће године је добио звање редовног професора.
Као редитељ на Радио-телевизији Београд радио је од њеног оснивања 1958. године. Учествовао је у спровођењу и извођењу првог телевизијског програма. Први телевизијски пренос позоришне представе обављен је 28. децембра 1958. године. Била је то представа Атељеа 212 Љубовна завист чрез једне ципеле Јоакима Вујића у адаптацији и режији Владимира Петрића. С том представом, Петрић је добио награду за режију на Стеријином позорју. У периоду од 1960. до 1965. руководио је филмским одељењем Радио-телевизији Београд, био је уредник филмског програма и редитељ драмских емисија.
Истовремено је објављивао књижевне и позоришне критике, чланке, студије и есеје у Политици, НИН-у, као и у часописима Књижевност, Дело, Савременик, Сцена, Књижевне новине, Младост, Летопис Матице Српске, Култура, Филм, Филмске свеске, Поља итд. На сцени Српског народног позоришта режирао је ритуалну драму Слово светлости, према тексту који је приредио Зоран Мишић, музику је написала Љубица Марић, а главну улогу је играо Раша Плаовић. О раду на припреми представе у рукописној заоставштини налази се обимна хроника о процесу настајања тог експерименталног сценског остварења.
У периоду од 1965. до 1968. провео је три семестра на специјалистичким студијама на Свесавезном државном институту за кинематографију (ВГИК) у Москви како би се прикључио докторском програму тог института. Међутим, у томе није успео због идеолошког неслагања с професором Николајем Лебедевим, те се вратио у Београд. Током споменутог периода изучавао је совјетски филм под менторством Лева Кулешова.

### Одлазак у Америку
Као добитник Фулбрајтове стипендије, на позив Филмског архива при Музеју модерне уметности (МоМА) отишао је у Њујорк 1969. године, где је радио на класификацији совјетских немих филмова. Истовремено је прикупљао грађу за докторску дисертацију (о односу совјетског и америчког немог филма), коју је одбранио 1973. на Њујоршком универзитету поставши први доктор филмских студија (Cinema Studies) у САД. У периоду између 1972. и 1974. године био је ванредни професор енглеског језика и књижевности на Државном универзитету у Њујорку, као и гостујући професор на колеџу Перџез на катедри за позориште.

### Ангажман на Харварду
Непосредно после добијања доктората (1973), Петрић је добио место на Катедри Хенри Лус на Харварду, где је предавао као редовни професор историје и теорије филма. На тој позицији је остао до одласка у пензију, 1997. године. Током тог периода одржавао је предавања на више универзитета у Америци, Европи и Азији. С документарним режисером Робертом Гарднером и филозофом Стенлијем Кавелом, Петрић је 1979. основао Харвардски филмски архив поставши први кустос те институције. Наведену дужност је обављао све до свог пензионисања. Током каријере је објављивао есеје и критике у многим часописима, као што су: Sight & Sound, Film Comment, Cinema Journal, Film Quarterly, The Harvard Crimson, Harvard Magazine, Harvard Gazette итд.

### Позоришни, филмски и књижевни рад
Петрић је од средине седамдесетих година 20. века аутор многих филмова и књига које славе филм, а његовим именом назван је и Студио за дигиталне медије Југословенске кинотеке у Београду. Добитник је и награде за животно дело Београдског фестивала документарног и краткометражног филма, на којем је пре награђен за сценарио за документарни запис Зид успомена.
Међу његове најзначајније позоришне представе спадају: Театар Јоакима Вујића у Атељеу 212 (1958), Слово светлости у Српском народном позоришту у Новом Саду (1967) и адаптација Бергманове Персоне у Кембриџу, САД (1980). У сарадњи с Љубомиром Радичевићем снимио је кратки експериментални филм Кобна жеђ (1964), а режирао је и педесетоминутни играни филм Кавез (1966). Године 1970. појавио се као епизодни глумац у филму Дванаест столица Мела Брукса (1970). Његов експериментални филм Light Play – A Replay (Игра светлости) из 1990. представља синематичку апропријацију филма Ласла Мохољи-Нађа (1930), док интимни дигитални есеј Wall of Memories (Зид успомена) из 2003. представља „дигитални манифесто” о Петрићевој каријери.
Петрићеви научнoтеоријски и естетски подухвати обухватају радове од изузетног значаја за теорију и историју филма, у којима се превасходно бавио изучавањем и пропагирањем филма као аутохтоног уметничког медијума. У Југославији и Америци објавио је књиге: Чаробни екран (1962), Шекспир и филм (1964), Увођење у филм (1964), Развој филмских врста (1969), Телевизија - осма сила (1970), Griffith’s Early Masterpiece: A Corner in Wheat (1979), Six Essays on Film (1980), Film and Dreams: An approach to Bergman (1981) и Constructivism in Film: The Man With the Movie Camera – A Cinematic analysis (1987).
У децембру 2022. објављен је први том сабраних дела Владе Петрића са три од деветнаест планирах томова.

## Фондација Владе Петрића
Фондација Владе Петрића бави се очувањем и промоцијом Петрићевог рада и дела. Њен циљ је прикупљање и презентовање Петрићевог радова из области историје, теорије и естетике филма, као и радова о уметности уопште. Фондација је усмерена на објављивање његових дела, као и на организацију изложби, симпозијума и истраживања и доделу награда у сарадњи с Харвардским филмским архивом и Југословенском кинотеком. Фондација сарађује са институцијама културе, уметничким организацијама и појединцима који се баве истраживањем и стварањем у области филма и уметности. Фондација доприноси и проширивању фонда Колекције Владе Петрића у оквиру Харвардског филмског архива како би помогла научноистраживачки рад.

## Филмографија

### Редитељ
- Барба Жване (асистент редитеља), 1949.
- Кобна жеђ, краткометражни филм, 1956.
- Љубавно писмо, телевизијски филм, 1959.
- Лажа и паралажа, телевизијски филм, 1959.
- Мсје Жозеф, телевизијски филм, 1960.
- Велика поноћна мистерија, телевизијски филм, 1960.
- Трка, телевизијски филм, 1961.
- Мица и Микица, телевизијски филм, 1961.
- Злочин Силвестра Бонара, телевизијски филм, 1962.
- Било их је седам, телевизијски филм, 1962.
- Мачка на шинама, телевизијски филм, 1966.
- Време љубави, 1966.
- Кавез, играни филм, 1966.
- Апокалипса, телевизијски филм, 1968.
- Све ће то народ позлатити, телевизијски филм, 1969.
- Швабица, телевизијски филм, 1969.
- Први пут с оцем на јутрење, телевизијски филм,1969.
- Light Play – A Replay, експериментални филм, 1990.
- Светло лишће, документарни филм, 2003.
- Wall of Memories, дигитални есеј, 2003.

### Сценариста
- Кобна жеђ, краткометражни филм, 1956.
- Новогодишњи поклон, телевизијски филм, 1962.
- Вилијам Шекспир, краткометражни филм, 1964.
- Трансмиграција душа, телевизијски филм, адаптација, 1964.
- Вечерас импровизујемо Рајкина, телевизијски филм, 1966.
- Швабица, телевизијски филм, 1969.
- Први пут с оцем на јутрење, телевизијски филм, адаптација, 1969.
- Све ће то народ позлатити, телевизијски филм, адаптација, 1969.
- Лепотица из Амхерста, телевизијски филм, адаптација, 1985.
- Реминисценција, краткометражни филм, 2002.

### Глумац
- Прича о фабрици – гост на пријему, 1949.
- Барба Жване, 1949.
- Госпођа министарка, 1958.
- Вечерас импровизујемо Рајкина, телевизијски филм, 1966.
- Дванаест столица, 1970.